# Noda (ort i Azerbajdzjan)
Noda är en ort i Azerbajdzjan.   Den ligger i distriktet Lerik Rayonu, i den södra delen av landet, 210 km sydväst om huvudstaden Baku. Noda ligger 730 meter över havet och antalet invånare är 1 215.
Terrängen runt Noda är lite bergig. Närmaste större samhälle är Lerik, 5,7 km sydväst om Noda. 
Omgivningarna runt Noda är en mosaik av jordbruksmark och naturlig växtlighet. Runt Noda är det ganska tätbefolkat, med 60 invånare per kvadratkilometer.